# Bautismo de fuego
La frase bautismo de fuego, conocida en español desde principios del siglo XIX, es una traducción del francés baptême du feu y se refiere a la primera experiencia de un soldado bajo fuego en batalla.
Se origina del griego eclesiástico: baptisma pyros, en donde "fuego" se usa para significar "en la gracia del Espíritu Santo como se la imparte a través del bautismo".
Más tarde fue usada en el martirologio, especialmente en los mártires muertos por fuego (por ejemplo, Juana de Arco).